# The Beatles diskografi, USA
The Beatles diskografi, USA omfattar de skivor som officiellt gavs ut med gruppen The Beatles i USA från 1960-talet och framåt.

## Album
- 1963 - Introducing... The Beatles
- 1964 - Meet the Beatles!
- 1964 - The Beatles' Second Album
- 1964 - A Hard Day's Night (Original Motion Picture Soundtrack)
- 1964 - Something New
- 1964 - Beatles '65
- 1965 - The Early Beatles
- 1965 - Beatles VI
- 1965 - Help! (Original Motion Picture Soundtrack)
- 1965 - Rubber Soul (Delvis andra låtar än på den brittiska versionen.)
- 1966 - Yesterday... and Today
- 1966 - Revolver (Utan låtarna "I'm Only Sleeping", "And Your Bird Can Sing" och "Doctor Robert")
- 1967 - Magical Mystery Tour (LP-version, blev senare den officiella versionen)

## Singlar
Siffrorna efter låten anger den placering låten hade som högst på USA:s Billboardlista.
| Utgivningsdatum | Låtar                                                                                                  | Skivnummer    | Noteringar                                   |
| --------------- | --- | ------------- | -------------------------------------------- |
| 1962-04-23      | "My Bonnie" "The Saints"                                                                               | Decca 31382   | (Tony Sheridan och the Beat Brothers)        |
| 1963-02-25      | "Please Please Me" Ask Me Why"                                                                         | Vee-Jay 498   | (Pressen stavade namnet fel: "The Beattles") |
| 1963-05-27      | "From Me to You" #116 "Thank You Girl"                                                                 | Vee-Jay 522   |                                              |
| 1963-09-16      | "She Loves You" I'll Get You"                                                                          | Swan 4152     |                                              |
| 1963-12-26      | "I Want to Hold Your Hand" #1 "I Saw Her Standing There" #14                                           | Capitol 5112  |                                              |
| 1964-01-25      | "She Loves You" #1 "I'll Get You"                                                                      | Swan 4152     |                                              |
| 1964-01-27      | "My Bonnie" #26 "The Saints"                                                                           | MGM 13213     | (Tony Sheridan med The Beatles)              |
| 1964-01-30      | "Please Please Me" #3 "From Me to You" #41                                                             | Vee-Jay 581   |                                              |
| 1964-02-08      | "All My Loving" #45 "This Boy"                                                                         | Capitol 72144 | (Kanadensisk import)                         |
| 1964-02-15      | "Roll over Beethoven" #68 "Please Mr. Postman"                                                         | Capitol 72133 | (Kanadensisk import)                         |
| 1964-03-02      | "Twist and Shout" #2 "There's a Place" #74                                                             | Tollie 9001   |                                              |
| 1964-03-16      | "Can't Buy Me Love" #1 "You Can't Do That" #48                                                         | Capitol 5150  |                                              |
| 1964-03-23      | "Do You Want to Know a Secret" #2 "Thank You Girl" #35                                                 | Vee-Jay 587   |                                              |
| 1964-03-27      | "Why" #88 "Cry for a Shadow"                                                                           | MGM 13227     | (Tony Sheridan med The Beatles)              |
| 1964-04-27      | "Love Me Do" #1 "P.S. I Love You" #10                                                                  | Tollie 9008   |                                              |
| 1964-05-21      | "Sie Liebt Dich"#97 "I'll Get You"                                                                     | Swan 4182     | (På A-sidan stod det på tyska "DIE BEATLES") |
| 1964-06-01      | "Sweet Georgia Brown" Take Out Some Insurance On Me"                                                   | Atco 6302     |                                              |
| 1964-07-06      | "Ain't She Sweet" #19 "Nobody's Child"                                                                 | Atco 6308     |                                              |
| 1964-07-13      | "A Hard Day's Night" #1 "I Should Have Known Better" #53                                               | Capitol 5222  |                                              |
| 1964-07-20      | "I'll Cry Instead" #25 "I'm Happy Just to Dance with You" #95                                          | Capitol 5234  |                                              |
| 1964-07-20      | "And I Love Her" #12 "If I Fell" #53                                                                   | Capitol 5235  |                                              |
| 1964-08-24      | "Matchbox" #17 "Slow Down" #25                                                                         | Capitol 5255  |                                              |
| 1964-11-23      | "I Feel Fine" #1 "She's a Woman" #4                                                                    | Capitol 5327  |                                              |
| 1965-02-15      | "Eight Days a Week" #1 "I Don't Want to Spoil the Party" #39                                           | Capitol 5371  |                                              |
| 1965-04-19      | "Ticket to Ride" #1 "Yes It Is" #46                                                                    | Capitol 5407  |                                              |
| 1965-07-19      | "Help!" #1 "I'm Down" #101                                                                             | Capitol 5476  |                                              |
| 1965-09-13      | "Yesterday" #1 "Act Naturally" #47                                                                     | Capitol 5498  |                                              |
| 1965-12-06      | "We Can Work It Out" #1 "Day Tripper" #5                                                               | Capitol 5555  |                                              |
| 1966-02-21      | "Nowhere Man" #3 "What Goes On" #81                                                                    | Capitol 5587  |                                              |
| 1966-05-30      | "Paperback Writer" #1 "Rain #23                                                                        | Capitol 5651  |                                              |
| 1966-08-08      | "Yellow Submarine" #2 "Eleanor Rigby" #11                                                              | Capitol 5715  |                                              |
| 1967-02-13      | "Penny Lane" #1 "Strawberry Fields Forever" #8                                                         | Capitol 5810  |                                              |
| 1967-07-17      | "All You Need Is Love" #1 "Baby You're a Rich Man" #34                                                 | Capitol 5964  |                                              |
| 1967-11-27      | "Hello, Goodbye" #1 "I Am the Walrus" #56                                                              | Capitol 2056  |                                              |
| 1968-03-18      | "Lady Madonna" #4 "The Inner Light" #96                                                                | Capitol 2138  |                                              |
| 1968-08-26      | "Hey Jude" #1 "Revolution" #12                                                                         | Apple 2276    |                                              |
| 1969-05-05      | "Get Back" #1 "Don't Let Me Down" #35                                                                  | Apple 2490    | (The Beatles med Billy Preston)              |
| 1969-06-04      | "The Ballad of John and Yoko" #8 "Old Brown Shoe"                                                      | Apple 2531    |                                              |
| 1969-10-06      | "Come Together" #1 "Something" #1                                                                      | Apple 2654    |                                              |
| 1970-03-11      | "Let It Be" #1 "You Know My Name (Look Up the Number)"                                                 | Apple 2764    |                                              |
| 1970-05-11      | "The Long and Winding Road" #1 "For You Blue"                                                          | Apple 2832    |                                              |
| 1976-05-31      | "Got to Get You into My Life" #7 "Helter Skelter"                                                      | Capitol 4274  |                                              |
| 1976-06-08      | "Ob-La-Di, Ob-La-Da" #49 "Julia"                                                                       | Capitol 4347  |                                              |
| 1978-08-14      | "Sgt. Pepper's Lonely Hearts Club Band" / "With a Little Help from My Friends" #71 "A Day in the Life" | Capitol 4612  |                                              |
| 1982-03-22      | "Beatles Movie Medley" #12 "I'm Happy Just to Dance with You"                                          | Capitol 5107  |                                              |
| 1986-07-23      | "Twist and Shout" #23 "There's a Place"                                                                | Capitol 5624  |                                              |
| 1995-04-17      | "Baby It's You" #67 "I'll Follow the Sun" Devil in Her Heart" Boys"                                    | Apple 58348   |                                              |
| 1995-12-12      | "Free as a Bird" #6 "Christmas Time (Is Here Again)"                                                   | Apple 58497   | Första nya Beatleslåten på 25 år             |
| 1996-03-04      | "Real Love" #11 "Baby's in Black" (live)                                                               | Apple 58544   | Andra nya Beatleslåten på 25 år              |